# Chumy Chúmez
José María González Castillo, més conegut com a Chumy Chúmez (Sant Sebastià, 8 de maig de 1927 – Madrid, 10 d'abril de 2003), fou un humorista gràfic, escriptor i director de cinema basc.
Nascut a Sant Sebastià, es va formar com a professor mercantil i posteriorment va estudiar dibuix i pintura. A causa de la seva passió per la pintura es va traslladar a Madrid, lloc on es dedicaria a l'humor, al principi en periòdics de forma esporàdica i més tard de forma fixa en els setmanaris La Codorniz i Triunfo i en el diari Madrid, del que va ser habitual de la tercera pàgina fins que va ser suspès per ordre governativa el 1971.
Durant la transició cap a la democràcia espanyola va col·laborar amb el seminari d'humor Hermano Lobo, del que va ser fundador. En la dècada dels anys 1960 va rodar diversos documentals, en la seva majoria sobre localitats andaluses. També va col·laborar redactant guions cinematogràfics i va arribar a escriure alguns de propis. Així mateix, va dirigir diverses pel·lícules, entre altres Dios bendiga cada rincón de esta casa (1977) i ¿Pero no vas a cambiar nunca Margarita? (1978), produïdes per Manuel Summers.
Va treballar com tertulià a la ràdio («Protagonistas» i «Las mañanas de Radio1») i televisió («Este país necesita un repaso»). De la seva faceta d'escriptor, cap destacar Yo fui feliz en la guerra (1986), una autobiografia sobre els seus records de la Guerra Civil espanyola. Altres títols són Por fin un hombre honrado (1994) i Pase usted sin llamar (1995). També va ser un reconegut conferenciant i articulista.
Al llarg de la seva vida va rebre un gran nombre de premis, com el Premi Taujana Agromán (1977), el Premio Mingote (1985), el Premi de Periodisme "Francisco Cerecedo" (1991) i el Premi Iberoamericà d'Humor Gràfic Quevedos (2002). Va morir el 10 d'abril de 2003 de càncer de fetge. Part de les seves cendres es van quedar a Espanya, mentre que la resta van ser espargides per Cascais.

## Obres

### Humor gràfic
- Todos somos de derechas, 1973.
- Una biografía, 1973.
- El libro de cabecera, 1975.
- Con las tetas cruzadas, 1978.
- Lo mejor de Chumy Chúmez, 1992 (antología).
- Del silencio al grito, 2001 (antología).
- Españoleando, 2008 (antología, catálogo de exposición).

### Narració i assaig
- El manzano de tres patas, 1956.
- Mi tío Gustavo. que en gloria esté, Editorial Taurus, 1958.
- Humor de contrabando, con Miguel Salabert, 1962.
- El rabioso dolor y otros bienes de consumo, 1971.
- Yo fui feliz en la guerra, 1986.
- Ayer casi me muero, 1988.
- Ser humorista, 1988.
- La enfermedad desde el enfermo, 1992.
- Por fin un hombre honrado, 1994.
- Dios nos coja confesados, 1996.
- Hacerse un hombre, 1996.
- Cartas de un hipocondríaco a su médico de cabecera, 2000.
- Vida de maqueto, Editorial Edaf, 2003. ISBN 9788496107175.